# A Glorious Day
Singles de Embrace
Looking as You Are
(2005) Nature's Law
(2006)
A Glorious Day est le nom du quatrième single extrait de l'album Out of Nothing du groupe anglais Embrace. La date de sortie a été choisie de manière à coïncider avec le plus grand concert en plein air du groupe, « Glorious Day », ayant eu lieu les 28 et 29 mai 2005, à Leeds (Angleterre).

## Titres
- 7"

1. A Glorious Day
2. Hallelujah

- CD1

1. A Glorious Day
2. Milk & Honey

- CD2

1. A Glorious Day
2. Feels Like Glue
3. Red Eye Shot
4. A Glorious Day (video)